# Formel 3000 1991
Formel 3000 1991 kördes över 10 omgångar. Mästare blev Christian Fittipaldi från Brasilien.

## Delsegrare
| Datum        | Bana         | Vinnare              |
| ------------ | ------------ | -------------------- |
| 14 april     | Vallelunga   | Alex Zanardi         |
| 19 maj       | Pau          | Jean-Marc Gounon     |
| 9 juni       | Jerez        | Christian Fittipaldi |
| 23 juni      | Mugello      | Alex Zanardi         |
| 7 juli       | Pergusa      | Emanuele Naspetti    |
| 27 juli      | Hockenheim   | Emanuele Naspetti    |
| 18 augusti   | Brands Hatch | Emanuele Naspetti    |
| 24 augusti   | Spa          | Emanuele Naspetti    |
| 22 september | Le Mans      | Antonio Tamburini    |
| 6 oktober    | Nogaro       | Christian Fittipaldi |

## Slutställning
| Plats | Förare               | Poäng |
| ----- | -------------------- | ----- |
| 1     | Christian Fittipaldi | 47    |
| 2     | Alex Zanardi         | 42    |
| 3     | Emanuele Naspetti    | 37    |
| 4     | Antonio Tamburini    | 22    |
| 5     | Marco Apicella       | 18    |
| 6     | Jean-Marc Gounon     | 13    |
| 7     | Damon Hill           | 11    |
| 8     | Vincenzo Sospiri     | 9     |
| 9     | Eric Hélary          | 9     |
| 10    | Andrea Montermini    | 8     |